# Kudrihal, Ranibennur
Kudrihal là một làng thuộc tehsil Ranibennur, huyện Haveri, bang Karnataka, Ấn Độ.